# Karinais

Karinais kommuns vapen.

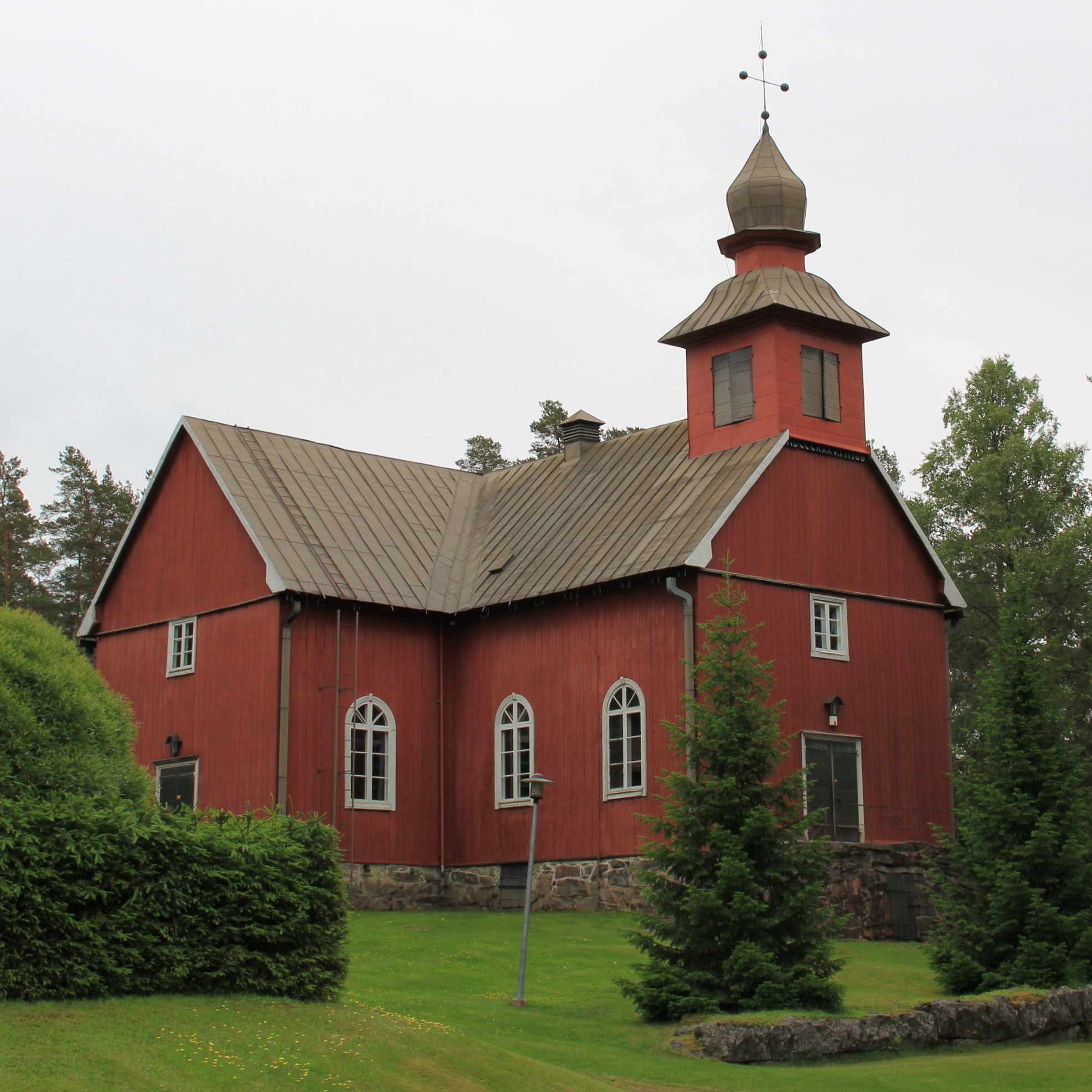
Karinais kyrka.

Karinais eller Karinainen (finska: Karinainen)  var en kommun i Masko härad i Åbo och Björneborgs län i Finland.
Ytan var 83,0 km² och kommunen beboddes av 1 542 människor med en befolkningstäthet på 18,6 km² (1908-12-31).
Karinais var enspråkigt finskt och blev del av Pöytis 2005.